# Sven De Weerdt
Sven De Weerdt (Herentals, 29 maart 1978) is een Belgische wielrenner.
Hij reed enkel bij Australische en Britse ploegen en vanaf 2010 voor een Chinese ploeg.
Baugnies · D'Amelio · De Weerdt · Fitzgerald · Furmston · Green · Hutchings · Jamieson · Mitchell · Nankervis · Roesems · Ronsse · Snape · Vandenbroucke · Walker · Wolfenbarger
Abdullah Aziz · Abraham · Awang · Azmi · Bakdo · Bin Kamal · De Weerdt · Fitrianto · Gitelis · Hairolrani · Jones · Lee · Liu · Nederlof · Surawadi · Wang